# Otto Pelka
Otto Pelka (* 3. Februar 1875 in Berlin; † 1943) war ein deutscher Kunsthistoriker und Kurator am Kunstgewerbemuseum in Leipzig, dem heutigen Grassi Museum für Angewandte Kunst.
Pelka promovierte 1901 in Straßburg mit einer Arbeit über Altchristliche Ehedenkmäler. Er arbeitete dann hauptsächlich zur Keramik, zu Bernstein und Elfenbein. Pelka katalogisierte die Bibliothek des Leipziger Kunstgewerbemuseums.

## Werke (Auswahl)
- Deutsche Keramik. Dry, München 1984; Nachdr. d. Ausg. Ensslin u. Laiblin, Reutlingen 1925.
- Deutsche Keramik der Gegenwart. Enßlin & Laiblin, Reutlingen 1925.
- Keramik der Neuzeit. Klinkhardt & Biermann, Leipzig 1924.
- Ostasiatische Reisebilder im Kunstgewerbe des 18. Jahrhunderts. Hiersemann, Leipzig 1924.
- Alt-Meissen. Schmidt & Günther, Leipzig 1923.
- Elfenbein. Richard Carl Schmidt, Berlin 1923, 2. Aufl.
- Japanische Töpferkunst. [H.] Schmidt & [C.] Günther, Leipzig 1922.
- Bernstein. R. C. Schmidt, Berlin 1920.
- Elfenbein. R. C. Schmidt, Berlin 1920.
- Die Meister der Bernsteinkunst. K. W. Hiersemann, Leipzig 1918.
- Altchristliche Ehedenkmäler. J. H. Heitz, Straßburg 1901.